# Добрянський Іван
д-р Іван Антонійович (Антінович) Добрянський (нар. 18 лютого 1842, Валява — 28 лютого 1919, Ростов-на-Дону) — галицький науковець, педагог, громадсько-політичний діяч москвофільського напрямку, син Добрянського Антонія (Антіна).

## Життєпис
Навчався на правничих факультетах Львівського та Віденського університетів. 1867-го склав докторат. З 1868 року на посаді доцента карного права Львівського університету.
1870 року відкрив власну адвокатську канцелярію у Львові; 1905-го знаходилася за адресою: Академічна, 7 (філія на Кривій, 12).
Член Народного Дому, Общества ім. М. Качковського, Ставропігійського інституту, член «важнейших комитетов русских», як, наприклад, «комитета выборового, вечевого, голового, вообще всякого такого комитета, который трудится для добра нашего русского селянского и мещанского народа».
Заступник голови «Русского народного совета» під час російської окупації Львова 1914—1915. Після вигнання росіян емігрував до Росії, останні роки мешкав у Ростові-на-Дону, який став центром москвофільських політичних емігрантів з Австро-Угорщини.
Посол Галицького сейму у 1881—1882 роках (обраний на додаткових виборах від IV курії округу Станиславів — Галич, входив до складу «Руського клубу»).